# Pietro Lanciani
Pietro Lanciani (Ravenna, 1857 – Brussel, 1912) was een Italiaans-Belgisch toondichter en dirigent.

## Studies
Hij studeerde aan het Conservatorium van Napels en verliet daarna Italië om te gaan studeren aan de conservatoria van Parijs en Brussel. In Parijs was hij leerling van o.a. Jules Massenet.

## Alomtegenwoordig dirigent met vele tijdelijke contracten
Lanciani was een echte ambulante dirigent die contracten had in opera’s en theaters in Gent, Lyon, Caïro, Toulon, Le Havre, Caen, La Rochelle en Oostende. In Brussel was hij pianist-begeleider aan de Koninklijke Muntschouwburg, hij werkte er ook voor "Bruxelles-Attractions", voor de variététheaters "Alhambra", "Galeries", "Pôle nord" en "Molière" en was er directeur van de harmonie "Bruxelles-Kermesse". In Oostende dirigeerde hij het schouwburgorkest en was hij tweede dirigent van het symfonisch orkest van de Casino-Kursaal van 1898 tot 1911 (de eerste dirigent was Léon Rinskopf).

## Componist
Hij heeft ook tal van muziekstukken gecomponeerd: Bébé-polka, Marche Bruxelles-Kermesse, Marche des Arlequins, Marche funèbre de Colombine, muziek voor de revue Paris-Ostende, Pas des amazones (ballet), Pierrot Macabre (ballet naar een scenario van Théo Hannon) en Le royal york, La sultane (mazurka), Pour un moineau (elegie voor hobo en orkest), het lied Attend, je reviens op tekst van Théo Hannon, Don John, Policeman de Pierre, Claude Terrasse avant la lettre, Sire de Verpy en de operette L’amour au moulin.

## Vriend van James Ensor
Lanciani behoorde net als dirigent Leon Rinskopf tot James Ensors vriendenkring. Ensor, naast kunstschilder ook componist, schreef in een brief uit november 1906 expliciet dat Lanciani de noten van zijn eerste compositie, de wals Enlacements, heeft uitgeschreven. Dit was de kern van Ensors latere ballet La Gamme d’Amour (1911). De latere nummers van dit ballet werden geassisteerd door Mouqué Aimé (1894-1961)
- Bibliothèque nationale de France: cb16547071w (data)
- International Standard Name Identifier: 0000 0001 3965 4288
- Library of Congress Control Number: n97875018
- Virtual International Authority File: 187227863